# でいじーちぇーん 〜TERMINATOR GIRL〜
『でいじーちぇーん 〜TERMINATOR GIRL〜』（- ターミネーターガール）は、鱚から2005年2月25日に発売されたアダルトゲームソフトである。

## 解説
未来から来たロボッ娘たちの騒動に巻き込まれる青年を描いたアダルトゲーム。
基本的にはラブコメディ路線を貫いているが、選択次第でシリアスな展開になることもある。
なお、題名の「でいじーちぇーん」は、本来はひなぎく数十本で花の輪を作る遊びを指しており、そこから転じて時を超えて結ばれる人間関係を象徴する形で名づけられた。また、パソコンの周辺機器のデイジーチェーン接続もモチーフとなっており、イブリースの髪飾りは、SCSIの終端子、つまりデイジーチェーンのターミネータを模したものになっている。

## ストーリー
主人公・御厨衛の死後200年ほどの未来。衛とその子孫が開発したアンドロイドを軍事用に改造したA3（Autonomy Action-Arms: 自律行動型兵器。本作品の造語）が人類に向かって反乱を起こした。人類社会は機能を停止し、人類側の抵抗組織は最後の望みをかけて、A3の改造版で唯一の機体イブリースを衛の青年時代に送りこみ、将来の開発を阻止しようとする。歴史の流れを変えようというのだ。
ただ、徹底的な平和主義者のレジスタンスのリーダーであるエドワード・サリンジャーはイブリースに対して衛を殺すことなく、色仕掛けでの機能停止を命じたのである。衛がその気になるとイブリースはところかまわず突然現れ、最後まで迫ってくる。
一方、反乱の20年ほど前、A3が人間に忠実であったころの衛の子孫、御厨真名（みくりや まな）はレジスタンスの動きを察知し、A3であるリリス数体をつれて衛の時代にやってくる。もしも、レジスタンスの計画が成功し、衛の定められた未来が変われば、真名は生まれないことになるからだ。だから、イブリースの任務を何としてでも阻止しようとする。具体的には、神代杳子（かみしろ ようこ）と衛を予定通りに結びつけてしまうのだ。
突如として異様な事件に巻き込まれ、事情を知って行く衛。果たして見ることも感じることもできない遠い未来を、そして運命に翻弄されるイブリースを救えるのか…。

## 登場キャラクター
御厨衛（みくりや まもる）
声：なし
本作の主人公。 勉強は嫌いではないが、特に野心もない普通の学生。しかし、かなり優秀な理科系頭脳を潜在的に持っており、A3の原型を開発する、ある種の狂気が発動するのは、ずっと後のこと。今は平和な学生生活を級友とともに楽しんでいる。ちょっと気になる同級生の神代杳子にはなかなか想いを伝えられないでいる。
衛にとって自身の本能機能は価値の順位が低いためか、任務で迫ってくるイブリースに素直に応じてしまう。
イブリース（ヒロイン）
声：まきいづみ
本作のメインヒロインにしてキーパーソン。可愛く成熟した外見をしている、ロボッ娘。おしるこ缶が大好き。電源充電用のプラグが髪の先に付いている。衛の下宿に転がり込み、普段は他にすることもないので、衛の下宿で家事をしている。
性欲感知レーダが搭載されていて、衛がその気になった途端にどこにでも現れて押し倒してくる。どこで学習したのか、衛の好みを巧みに突いてくる。
真名のリリスより20年ほど後に生産された同名の軍事用アンドロイドA3をレジスタンスが修復した機体。なぜか暴走はせず、レジスタンスの指示に従う。時間跳躍された当初は慣れた軍事用の性格が強く、衛や杳子を騒動に巻き込むことが多かった。しかし、学習能力は抜群で、間違いを二度と繰り返さない。表情や受け答えもしだいに衛とかみ合うようになり、次第に衛を未来の記憶に引き込んでゆく。
神代杳子（かみしろ ようこ）
声：一色ヒカル
軍需産業につながるとある超優良企業の令嬢にして、衛の同級生。美人で性格がよく、周囲に敵を作ることはない。衛のことを気に入り、それとなくメッセージを伝えようとするが、世事に鈍感な衛には通じない。イブリースから見れば恋敵のはずだが、よくイブリースに助けられる。衛がA3を開発した未来の世界では衛の妻となる。
いわゆる常識人で何かと災難に巻き込まれやすいが、展開によっては、目一杯の幸せをつかむことができる。
御厨真名（みくりや まな）
声：大野まりな
衛の子孫の一人であり、それがゆえに衛を慕っている。ただし、目的のためには平気で表情を作れる生意気なロリッ娘。かなりのお嬢様らしい。イブリースの任務を阻止するために、A3であるリリス数体を引き連れて衛の前に現れ、何とか神代杳子とくっつけようとする。そのため、イブリースとリリスは激しい戦闘になり、周囲を破壊することはあるが、死者を出すことはしない。とある理由により、イブリースとは息が合っており、任務を忘れたときには仲良くなった。
リリス
声：韮井叶
真名が連れてきたA3で、リリスは開発コード名である。サングラスをかけた美女の姿をしており、真名と現れるときは戦闘服に身を包んでいる。いわゆる量産型であり、感情を表すことはない。A3の上市後約10年経っていて、兵器としてすでに完成されており、イブリースの時代までには改良しかできなかった。それでも、イブリースには数段劣る戦闘能力しかなく、他に取り得がない。A3は対人戦には効果的なはずだが、なぜかリリスはイブリースしか攻撃せず、そのたびに破壊される。
朝間和人（あさま かずと）
衛の級友。容姿はよく勢いもあるが、普段の言動から変態の烙印が押されていて、女子学生には全く人気がない。あまり世間に関心のない衛を積極的にしてくれる役。
西之宮学（にしのみや まなぶ）
衛の級友。人畜無害な典型的オタク。知識が豊富な設定を生かして、ゲームの前半で進行を解説してくれる。
エドワード・サリンジャー
人類の最後の希望、レジスタンスの1リーダーである美青年。身心ともに深い傷を負っており、極度の平和主義者になっている。復活したイブリースにたぐいまれな資質を見いだし、使命のために3ヶ月の教育をして衛の時代に送り込んだ張本人。両刀遣い。

## スタッフ
- 原画：田宮秋人
- シナリオ：MILLION-FACE
- 音楽：ナハトムジーク(BGM)
- オープニングテーマ：みるくくるみ「RockOnYou」